# Alexanderkerk (Wildeshausen)
De Alexanderkerk (Duits: Alexanderkirche) is een laatromaans protestants kerkgebouw in de stad Wildeshausen in de Duitse deelstaat Nedersaksen. De kerk geldt als het oudste sacrale bouwwerk en als de enige behouden basiliek in het Oldenburger Land.

## Geschiedenis
Reeds in het jaar 851 had Waltbert, een kleinzoon van de Saksische hertog Wittekind, relieken van de martelaar Alexander van Rome naar Wildeshausen gebracht. Daarna werd er een stiftskerk opgericht. De eerste twee stiftskerken waren van hout. Begin 13de eeuw verrees een grote stiftskerk met twee westelijke torens, die volgens een zeventiende-eeuwse kroniek in de jaren 1219 en 1224 instortten. Het wapen van de stad Wildeshausen herinnert nog aan dit kerkgebouw. De laatromaanse huidige kerk kan grotendeels voor deze ramp gebouwd zijn. In plaats van de twee torens kreeg de kerk tijdens de renovatie één centrale toren in het midden van het westwerk. Tijdens de inwijding van het altaar in 1312 bouwde men ook in Noordwest-Duitsland reeds in de hooggotische stijl.
In het jaar 1699 werd de kerk een protestants godshuis. De relieken van Sint-Alexander werden naar Vechta overgebracht.
Bij een restauratie in de jaren 1907-1910 werden een aantal zeventiende-eeuwse aanpassingen aan het gebouw ongedaan gemaakt. Het koor kreeg een beschildering in de jugendstil. Ook het altaar, de kansel en de vensters werden in jugendstil-vormen vernieuwd. Er werd hierbij veel aandacht geschonken aan het harmoniëren van de aanpassingen met de oude, laatromaanse bouw.
In de Tweede Wereldoorlog raakte de toren in 1945 bij artilleriebeschietingen in brand. Hierdoor werd de torenspits vernietigd. In 1948 werd de spits weer in de vormen van 1224 herbouwd.
Vanaf 1951 werd er begonnen met een renovatie van de kerk. Tijdens deze renovatie keerde het grote gotische kruis naar de oorspronkelijke plaats onder de vieringboog terug. In 1951 werden enkele muurschilderingen blootgelegd. De oudste fresco's bevinden zich in de sacristie en dateren uit de 13e eeuw. In 1970 werd de renovatie afgesloten.

## Refectorium
De refter werd tussen de jaren 900 en 1000 gebouwd en is daarmee het oudste gebouw van de stad Wildeshausen. Het gebouw diende als eet- en slaapzaal van de koorheren van het stift en gold lang als een van de oudst bewoonde gebouwen van Duitsland.

## Beschrijving
De kerk heeft een plattegrond van een latijns kruis en een drieschepig kerkschip met dwarsschip. Het oudste deel van de kerk is het westelijke deel. Voor de bouw ervan gebruikte men bewerkte zwerfkeien, terwijl voor de overige bouw rode baksteen werd gebruikt. De beide zijvleugels van het westwerk met de opvallend dikke muren zijn de restanten van de in 1219 en 1224 ingestorte torens. Zowel wat (bouw)materiaal, afmetingen als vormen betreft wijkt het westwerk zeer af van de rest van de kerk.

## Interieur

### Koor en viering
- Tot de vermeldenswaardige inrichting behoort het triomfkruis van eikenhout (4,20 meter bij 3,20 meter) uit circa 1300. De armen van het kruis eindigen in vierpassen, waarin de symbolen van de vier evangelisten (engel, leeuw, stier en adelaar) zijn gesneden.
- In het koor bevindt zich een hurkende figuur uit het jaar 1250 die met zijn handen een console ondersteunt. Vermoedelijk heeft een van de bouwmeesters zich hier vereeuwigd.
- Uit de periode van voor de reformatie dateren de sierlijke sacramentsnissen in de noordelijke muur van het koor. Een ervan is vroeg-veertiende-eeuws, de andere laat-vijftiende-eeuws.
- De laatgotische levietenstoel (zitplaats voor de geestelijken) dateert uit de vijftiende eeuw.
- Eveneens uit de vijftiende eeuw is een Madonna aan de noordwestelijke pijler van de viering.
- De stenen doopvont dateert ook uit de vijftiende eeuw (de koperen schaal voor het doopwater werd in 1947 ingelegd).
- Aan de noordzijde onder de vieringboog bevindt zich de Jugendstil-kansel, een werk van de kunstenaar Georg Karl Rohde uit Bremen.
- Het jugendstil-hoofdaltaar in het verhoogde koor werd gemaakt door de uit Oldenburg afkomstige kunstenaar Max Gökes.

### Sacristie
De sacristie aan het zuidelijke einde van het dwarsschip is een restant van het kloostergebouw. Op de muur bevinden zich vijftiende-eeuwse fresco's die vertellen over de jeugd en het lijden van Christus. In 1954 vond men onder deze fresco's nog een laag oudere fresco's uit rond 1270. Hiervan is met name een fraaie voorstelling van een valkenjacht vermeldenswaard.

### Orgel
Bij de afsluiting van de renovatie in 1970 werd door de firma Kleuker een orgel gebouwd. Het kreeg een mechanische toetstractuur en een elektrische registertractuur.

### Klokken
De kerktoren bevat drie klokken. Een daarvan werd in het jaar 1448 gegoten.